# پل ششم اهواز
پل ششم اهواز، که به نام‌های «پل صنایع فولاد» و «پل اکباتان» نیز شناخته می‌شود، یکی از پل‌های نوین شهر اهواز است که بر روی رودخانهٔ کارون در جنوب این شهر ساخته و بهره‌برداری شده است. این پل نقش مهمی در پیوند مناطق صنعتی و مسکونی شرق و غرب اهواز ایفا می‌کند و به‌طور ویژه برای حمل‌ونقل محصولات فولادی بین کارخانه‌های مرتبط طراحی شده است.

## مشخصات فنی
عملیات ساخت این پل در خرداد ۱۳۸۳ آغاز شد و در شهریور ۱۳۸۶ به بهره‌برداری رسید.
- طراح: مهندسین مشاور هگزا
- پیمانکار: شرکت دره ساز
- طول پل: ۷۴۰ متر
- عرض پل: ۳۰٫۴۰ متر
- موقعیت جغرافیایی: بین دو روستای چنیبه در غرب کارون و شهر کارون در شرق رودخانه
- کاربری: اتصال کارخانه‌های نورد و صنایع فولاد در دو سوی رودخانه کارون[۱][۲]
- در ساخت آن، از فولاد CK60 استفاده شده است، که به‌دلیل مقاومت بالا در برابر بارهای سنگین و شرایط آب و هوایی متغیر، انتخاب مناسبی برای این برنامه بوده است. در فرآیند ساخت، از تکنیک‌های پیشرفته جوشکاری مانند جوشکاری فرکانس بالا و جوشکاری لیزری استفاده شده است تا دقت و کیفیت جوش‌ها افزایش یابد. همچنین، برای کاهش تنش‌های حرارتی، از پیش‌گرمایش و پس‌گرمایش بهره گرفته شده است.[۳]

## اهمیت اقتصادی و ترافیکی
پل ششم، با هدف کاهش مسیر انتقال شمش فولاد از کارخانه فولاد خوزستان به کارخانه‌های فولاد کاویان، گروه ملی و نورد لوله طراحی شده است. این پل، مسیر ۳۵ کیلومتری انتقال شمش را به ۱۴ کیلومتر کاهش داده و نقش مهمی در بهبود زیرساخت‌های حمل‌ونقل شهری اهواز دارد.

## وضعیت
در آذر ۱۴۰۰، به‌دلیل سرقت برخی قطعات فلزی و بادبندهای پل، ایمنی آن کاهش یافت. به‌منظور پیشگیری از حوادث احتمالی، پل تا زمان انجام تعمیرات و مقاوم‌سازی مسدود شد. شهرداری اهواز اعلام کرد که ترمیم و ایمن‌سازی پل بر عهده شرکت‌های فولاد خوزستان و لوله‌سازی اهواز قرار دارد.